# 孫家裕
孫家裕（1960年12月19日—）是台灣的漫畫家。出生於臺北縣（今新北市），籍貫江蘇省泗陽。血型O型。因作品《孫老爹講古》被稱作孫老爹。

## 人物
- 筆下人物形象活潑生動。曾創造出以孫悟空為形象的漫畫角色「齊齊猴」，這個角色因成為台北國際馬拉松形象人物而家喻戶曉。
- 曾任台灣聯合報、民生報美術編輯，1984年參加全國漫畫大擂台而正式出道。在台灣著作權法通過前，曾創作過小叮噹仿作。1998年後往上海發展，於上海電視台擁有節目，為跨越兩岸的知名漫畫家。
- 對中國本身的文化十分驕傲，見日本、韓國紛紛將中國文化內涵由各種形式重新創作發揚，中國人本身更是應該以中國文化為傲，因此作品中均帶有濃重的中國風情，包括早期的《嘻遊記》、《孫老爹講古》甚至是帶點黃色笑話意味的《黄葷雙飆客》內容也還是引自中國古代詩詞，再加以幽默詮釋。
- 漫畫創作類型廣泛，除一般劇情漫畫外也創作繪本及漫畫教學。也以兒童漫畫的形式改編中國歷史故事、世界名著以及成語故事漫畫版。如《中国古代科学家列传》、《快樂學成語》、《EQ寓言》、《格林童話》等。
- 2007年完成《三國演義》共5冊由江蘇美術出版社出版，以貼近史實的描述方式重新詮釋這部經典中國名著。更與電視台及線上遊戲公司合作發行漫畫，2003年成立京鼎數碼科技有限公司，投入漫畫人才培育的領域。至今創作漫畫作品多達百部以上，是少數台灣漫畫家作品質量皆大的作者之一。

## 簡歷
- 1984年 - 獲得全國漫畫大擂台第2名正式出道。
- 1986年 - 以孫悟空為形象漫畫角色「齊齊猴」成為台北國際馬拉松形象人物。
- 1987年 - 以《嘻遊記》於金石堂書店排行版進前十名。
- 1989年 - 以《神通小諸葛》獲得國立編譯館優良漫畫獎第2名。
- 1990年 - 以《頑皮家族》獲得國立編譯館優良漫畫獎第1名。
- 1991年 - 以期刊方式出版《七十二變》（至1995年）。
- 1994年 - 以《中國古代科學家列傳》獲選國立編譯館優良漫畫獎第2名。
- 1999年 - 接受上海统一集團委託繪製《三國演義》、《封神100》、《隋唐英雄傳》。
- 2003年 - 成立京鼎數碼科技有限公司，與遊戲橘子合作發表遊戲漫畫。
- 2004年 - 以《漫畫格林童話》獲得國立編譯館優良漫畫獎第1名。
- 2006年 - 以《科學西遊記》獲得國立譯編館優良漫畫獎第3名。同年於上海市青少年藝術進修學校擔任講師。
- 2007年 - 於重慶書展推出《漫画中国》系列。同年繪製小說《秦時明月》改編漫畫。
- 2008年 - 以〈秦時明月〉於《龍少年》10月號開始連載。

## 作品一覽

### 長篇漫畫
- 秦時明月（原作:溫世仁，2008年於《龍少年》10月號開始連載至2009年6月號）
- 血債
- 魔王迷宮系列（魔王迷宮、無心法王、火童、決戰群魔）
- 頑皮家族
- 嘻遊記
- 嘻遊記外傳
- 第三類接觸
- 聖戰奇兵
- 蔬菜人（原名《新奇劇場》，時報，1990年）

### 四格漫畫
- 嘻遊記時報
- 芝麻狐配漢堡（江西二十一世纪，2002.1）

### 兒童漫畫
- 寓言廣場
- 神通小諸葛
- 中國古代科學家列傳
- 拜訪科學家（北京輕工業，2002年1月）
- 神牛百事通（北京輕工業，2002年）
- 伊索寓言（ISBN7539129662 ）
- EQ寓言（上海少兒社2000年8月）
- 漫畫亞森羅平
- 漫畫福爾摩斯

### 其他
- 漫畫實戰教程（上海人美，2008年3月1日，ISBN9787532254903）
- 齊齊漫畫教室（上海少儿社）
- 快樂學成語1 - 4（上海少儿社）
- 七十二變
- 七十二變道具短篇系列（阿拉丁神燈、恐龍之家、模型大戰……）
- 孫老爹講古
- 黄葷雙飆客
- 格林童話漫畫繪本
- 安徒生童話漫畫繪本
- 齊齊小百科
- 齊齊漫畫起步
- CALL IN熱線
- 漫畫三字經
- 漫畫弟子規
- 美女技法漫畫教室
- 大中華尋寶記

## 外部連結
- 怎可輸日韓 孫家裕漫畫《三國》
- 動漫大會紀念冊（页面存档备份，存于）